# Klotkaktussläktet
Klotkaktussläktet (Gymnocalycium) är ett suckulent växtsläkte inom familjen kaktusväxter med drygt 70 arter. Klotkaktusarna hör hemma i stora delar av Sydamerika, öster om Anderna. Från Argentinas sydspets till Paraguay, Uruguay, södra Brasilien och Bolivia. Man finner dem från havsnivå upp till mer än 1000 meter över havet. Ibland växer de bland gräs i väldränerad jord, men också bland klippor. Vissa bestånd av knölig klotkaktus är den enda art i släktet som tål frost, då den härstammar från södra Patagonien i Argentina.

## Beskrivning
Arter inom klotkaktussläktet är klotformade eller korta och cylindriska, växer ofta ensamma, men några få arter är tuvbildande. De är ganska dvärgväxande och många arter har formen av ett tillplattat klot, med en diameter på upp till 15 cm. Åsarna är starkt markerade och kan vara så många som 20 stycken, men oftast är de mycket färre. De är raka eller något spiralväxande, är ofta märkbart knöliga eller har skåror strax nedanför areolerna, som indelar åsarna i vårtor. De ulliga areolerna sitter med mellanrum på 0,5 till 2,5 centimeter. Det kan sitta upp till 12 taggar i varje areol och i många fall kan de delas in i radiära och centrala. Dessa taggar varierar i färg från grått till brunt eller svart och är ofta böjda. De sitter spridda och är ofta tillplattade mot basen samt för det mesta 1,3 till 4 centimeter långa. Som en allmän regel kan sägas att de flesta av de böjda taggarna pekar åt sidan eller neråt, och det finns sällan mer än tre centrala taggar, om det alls finns några. Blommorna är i de flesta fall trattformade och öppnar sig helt, med undantag av arter som brun klotkaktus och G. schickendantzii. Diametern hos helt öppna blommor varierar mellan 2,5 och 7,5 cm och färgen kan vara från olika gröna nyanser till vitt, gult och rött. Frukten är äggformad och skalet är fjälligt och slätt utan taggar och borst, såsom även blompipen ser ut. Den upp till 3,8 cm långa frukten är grön, röd eller purpurfärgad när den är mogen.

## Referenser

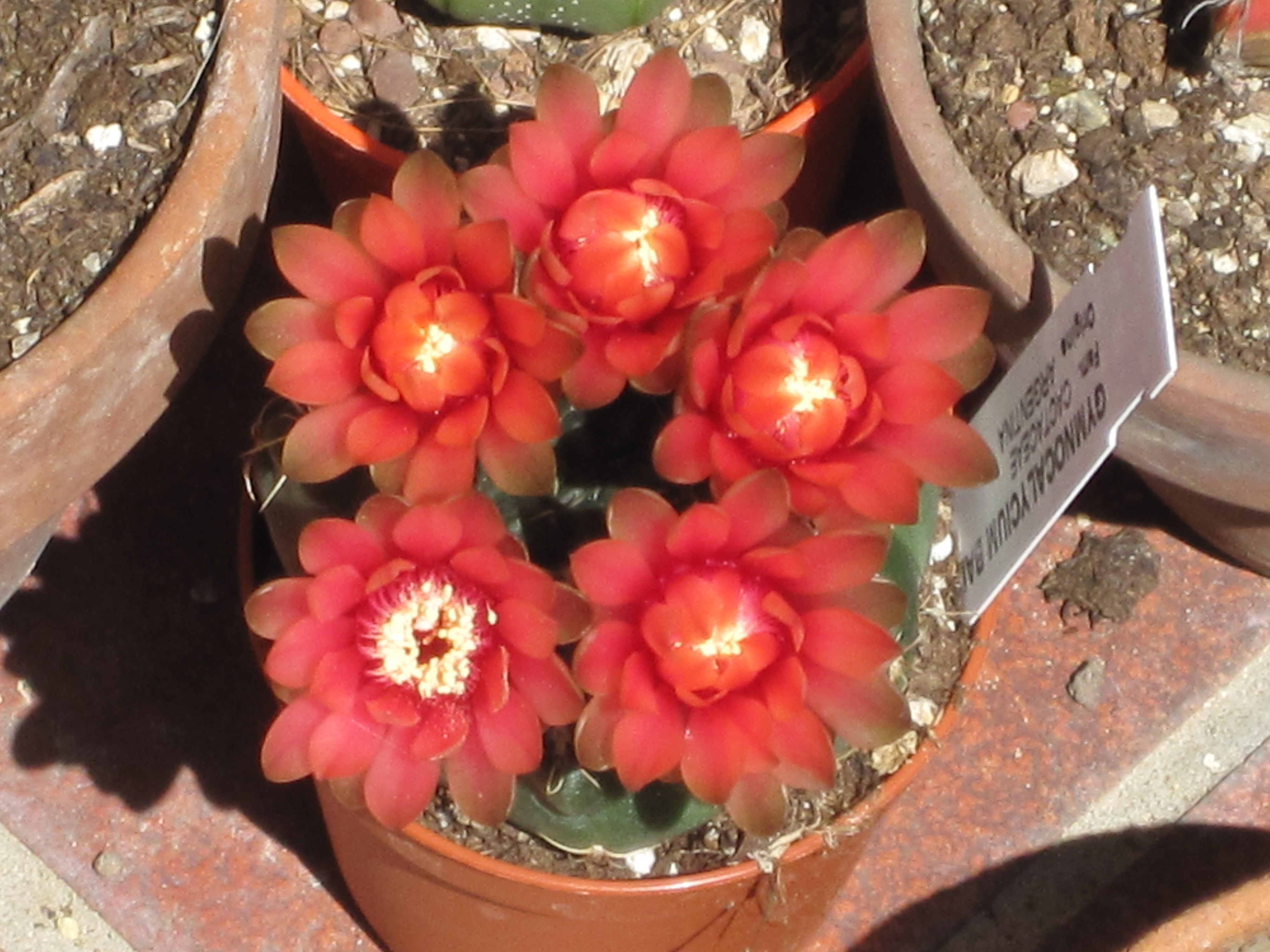
Gymnocalycium baldianum
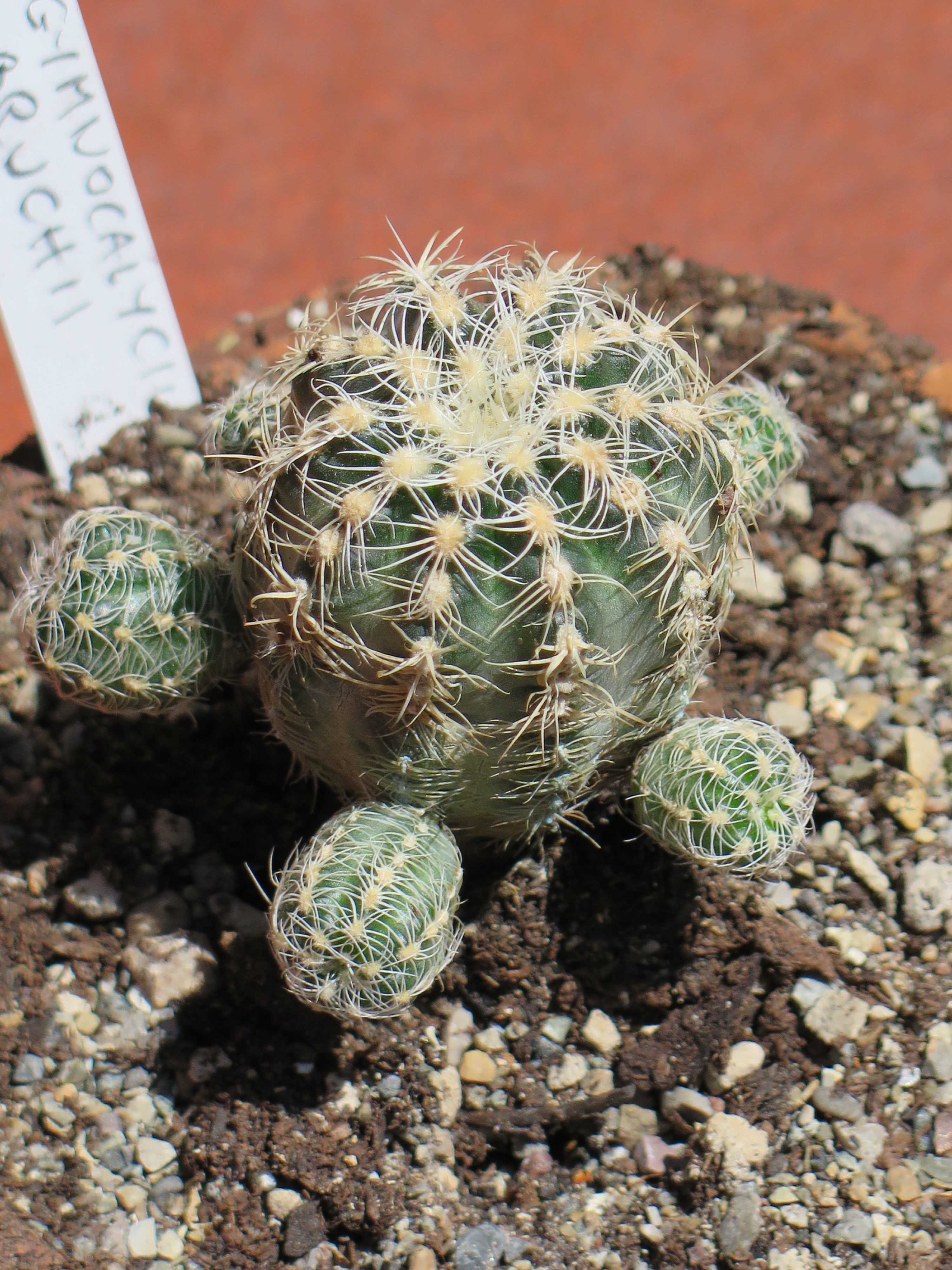
Gymnocalycium bruchii
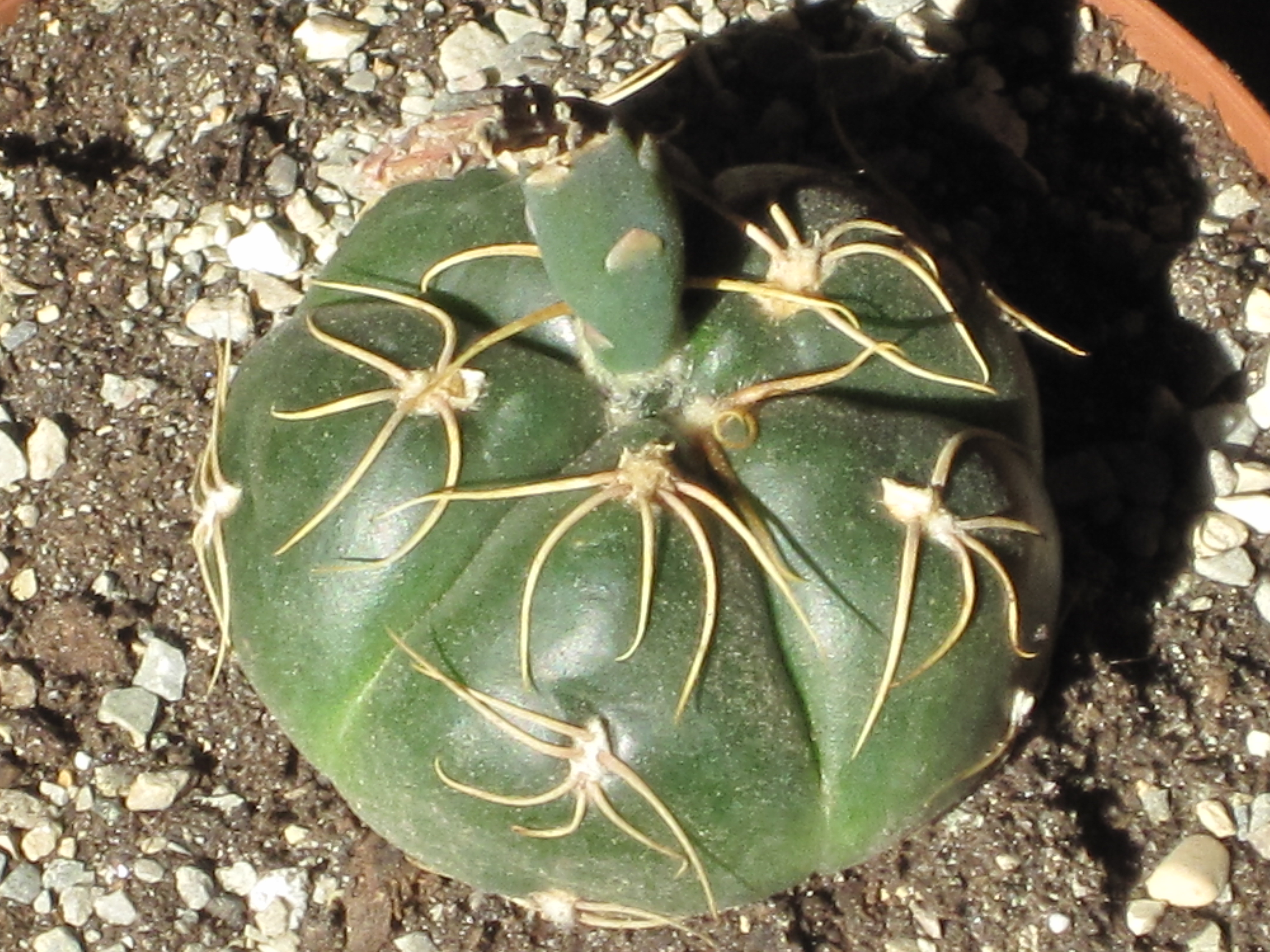
Gymnocalycium denudatum
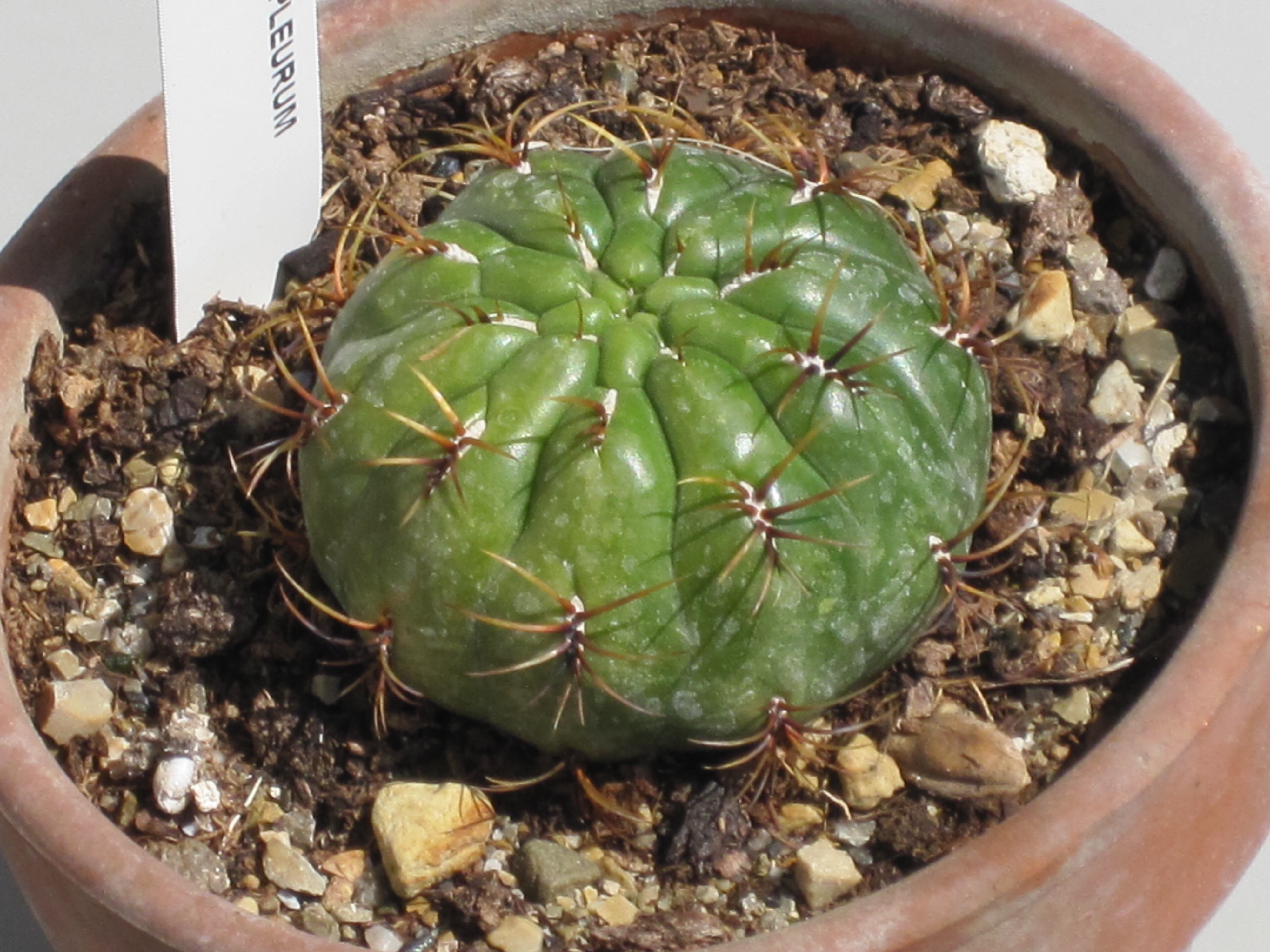
Gymnocalycium eurypleurum
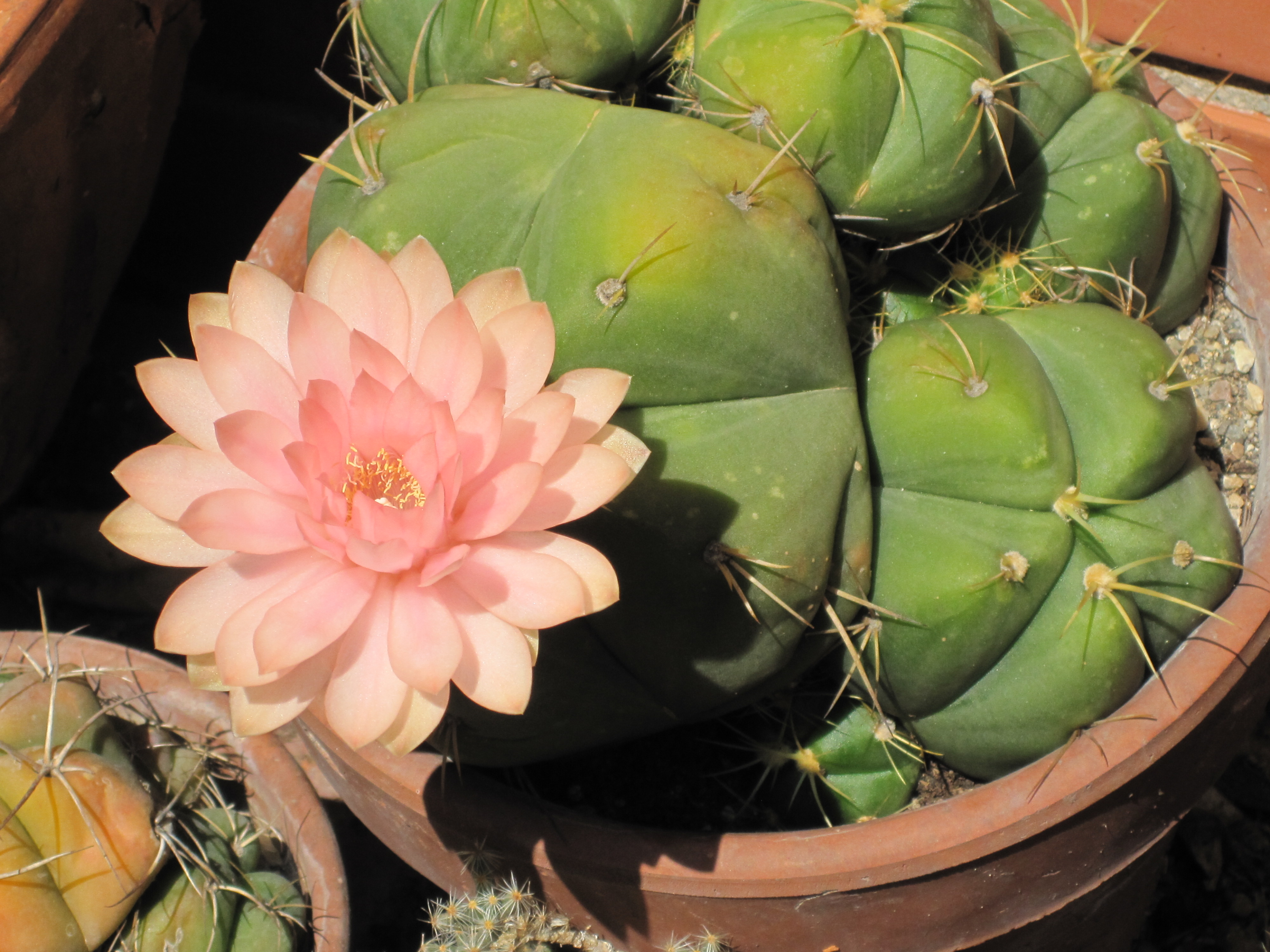
Gymnocalycium horstii
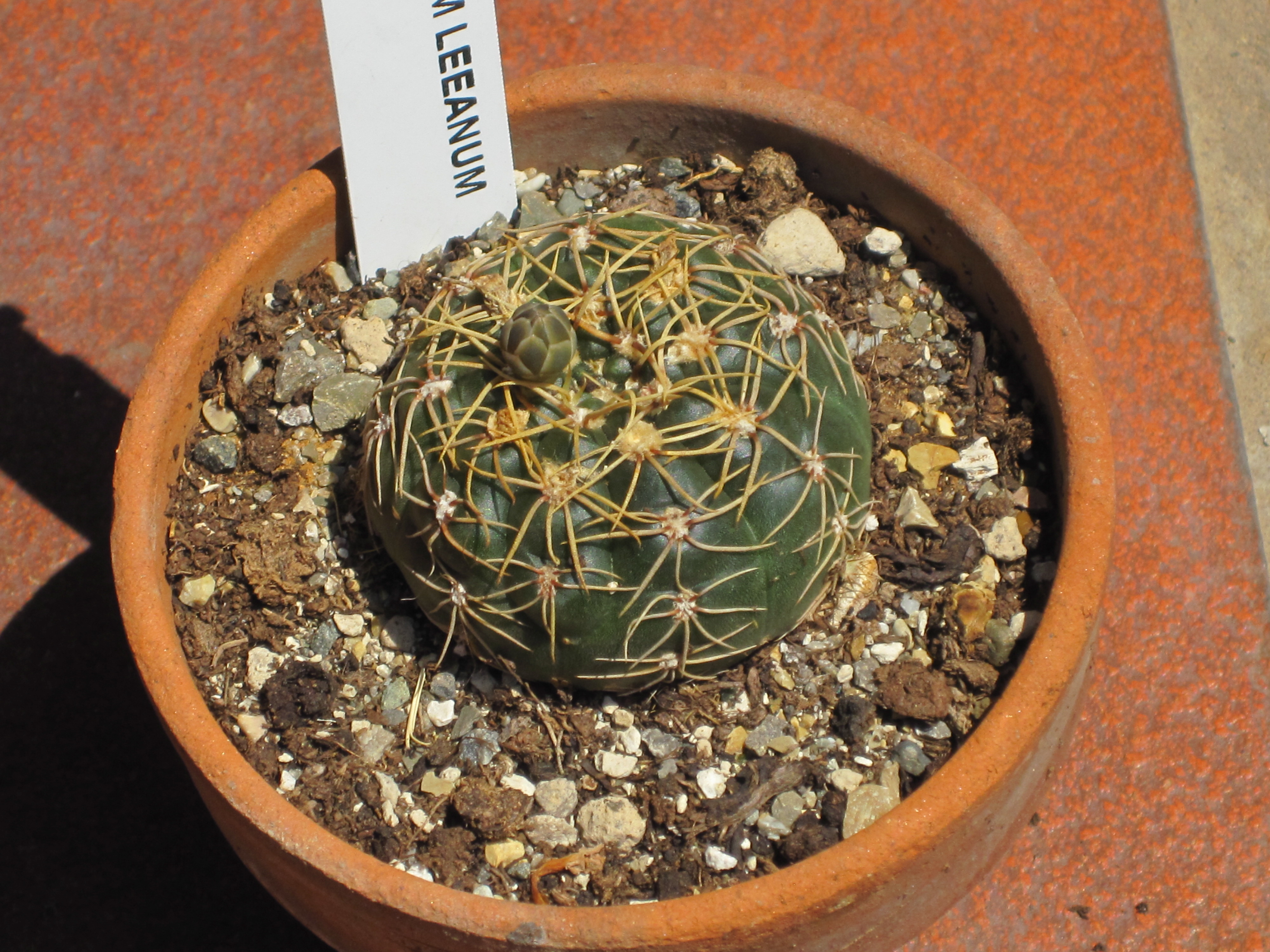
Gymnocalycium leeanum
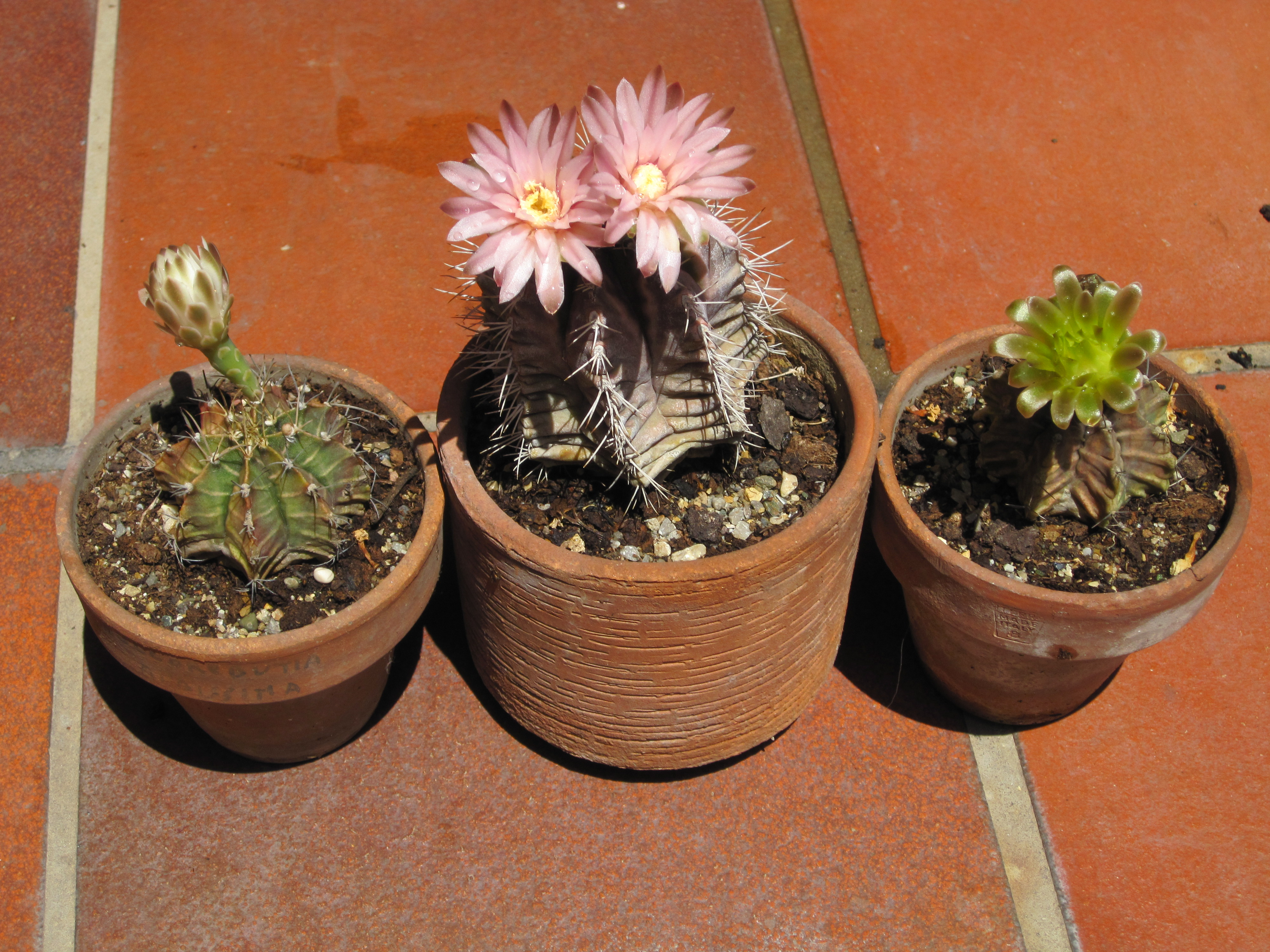
Gymnocalycium mihanovichii
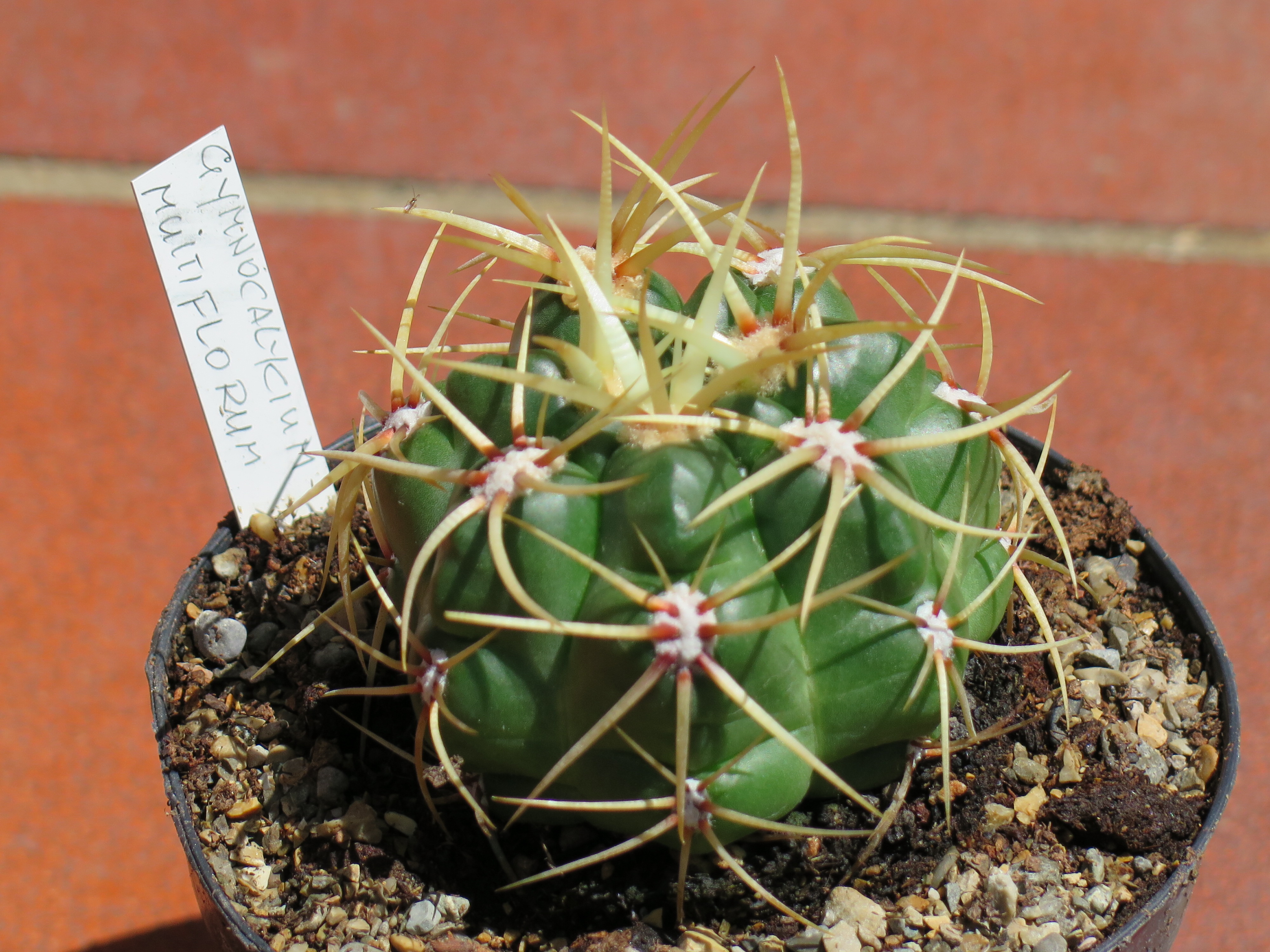
Gymnocalycium multiflorum/monvillei
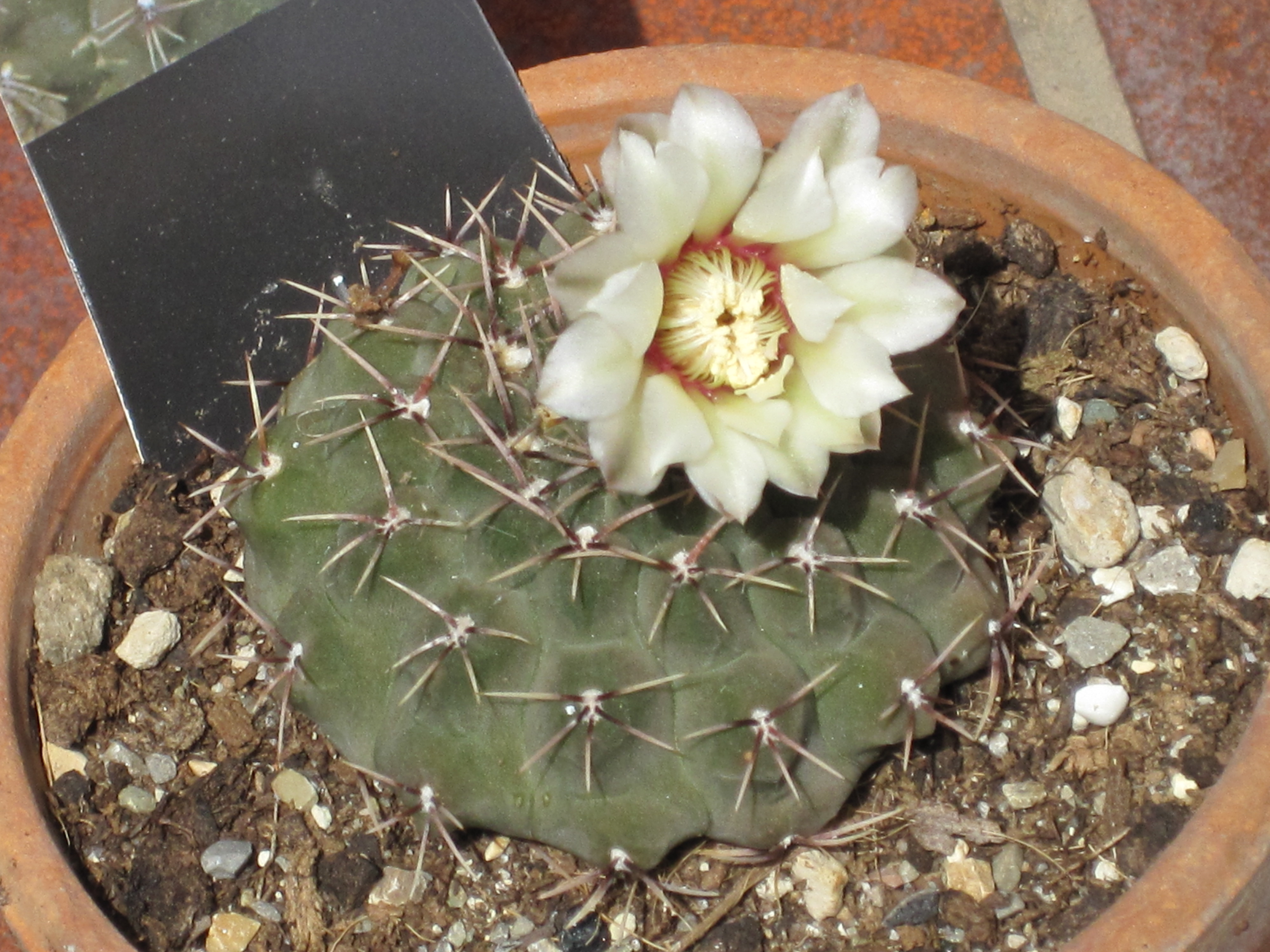
Gymnocalycium quehlianum
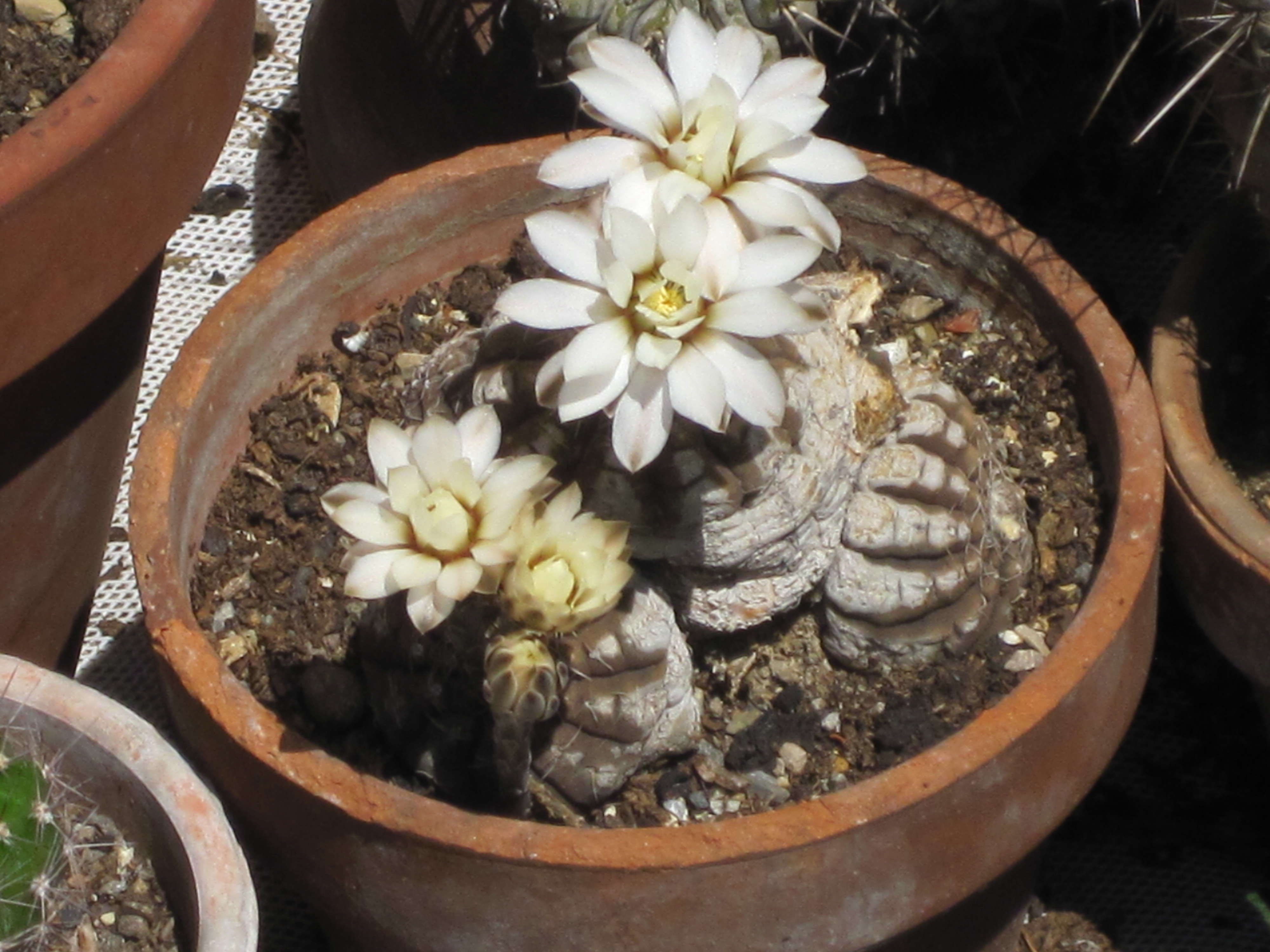
Gymnocalycium ragoneseii
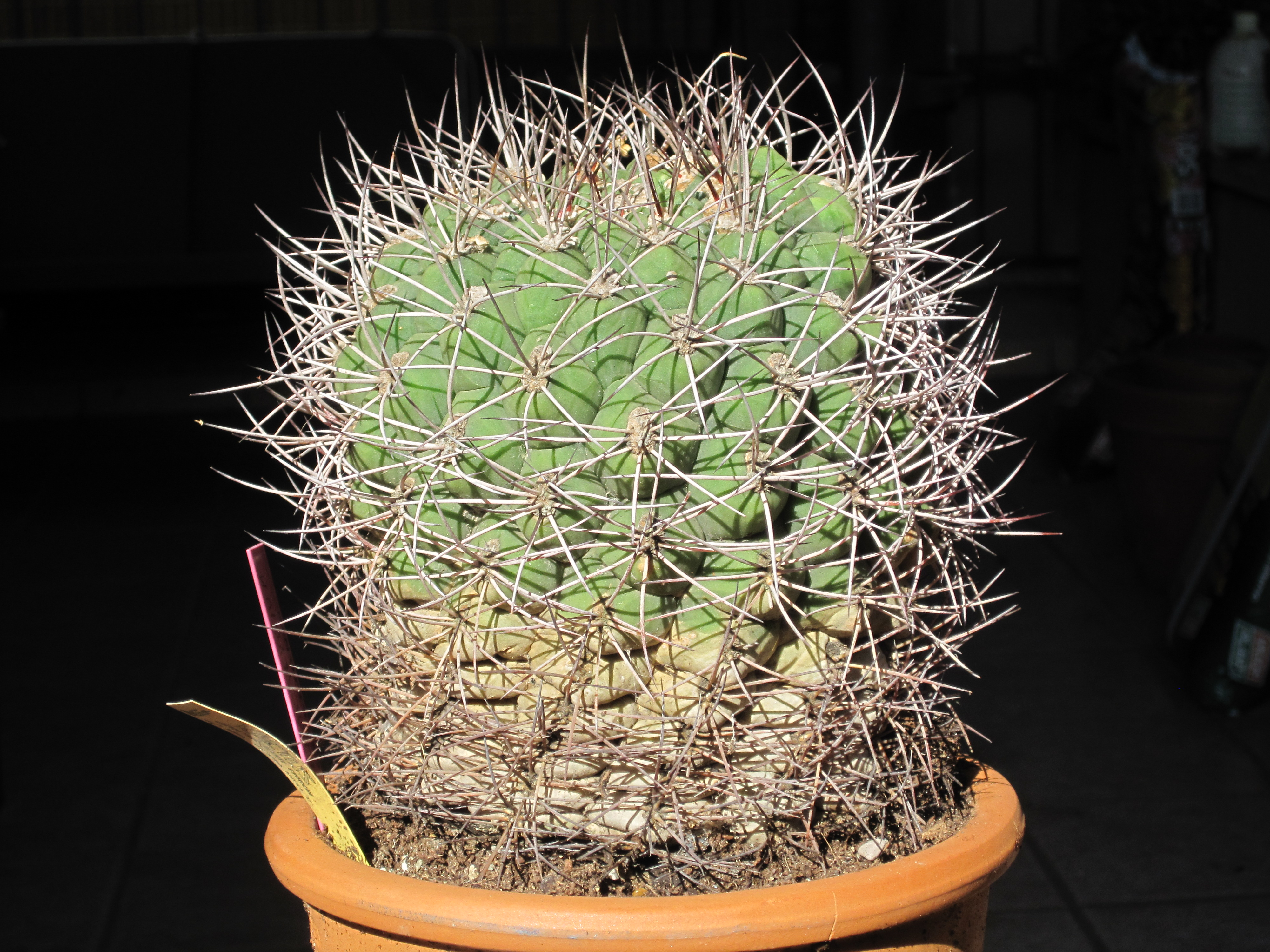
Gymnocalycium saglionis
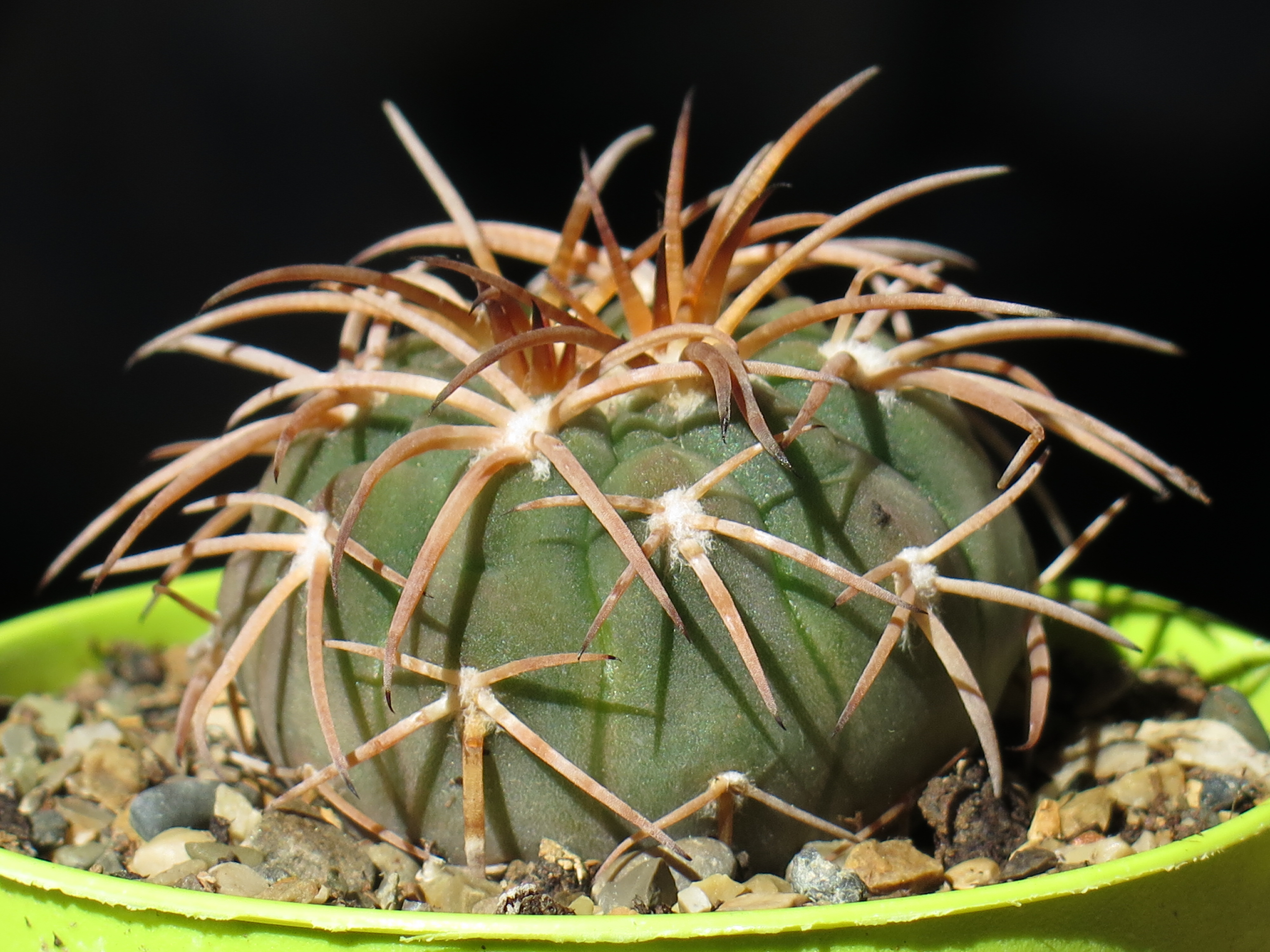
Gymnocalycium spegazzinii
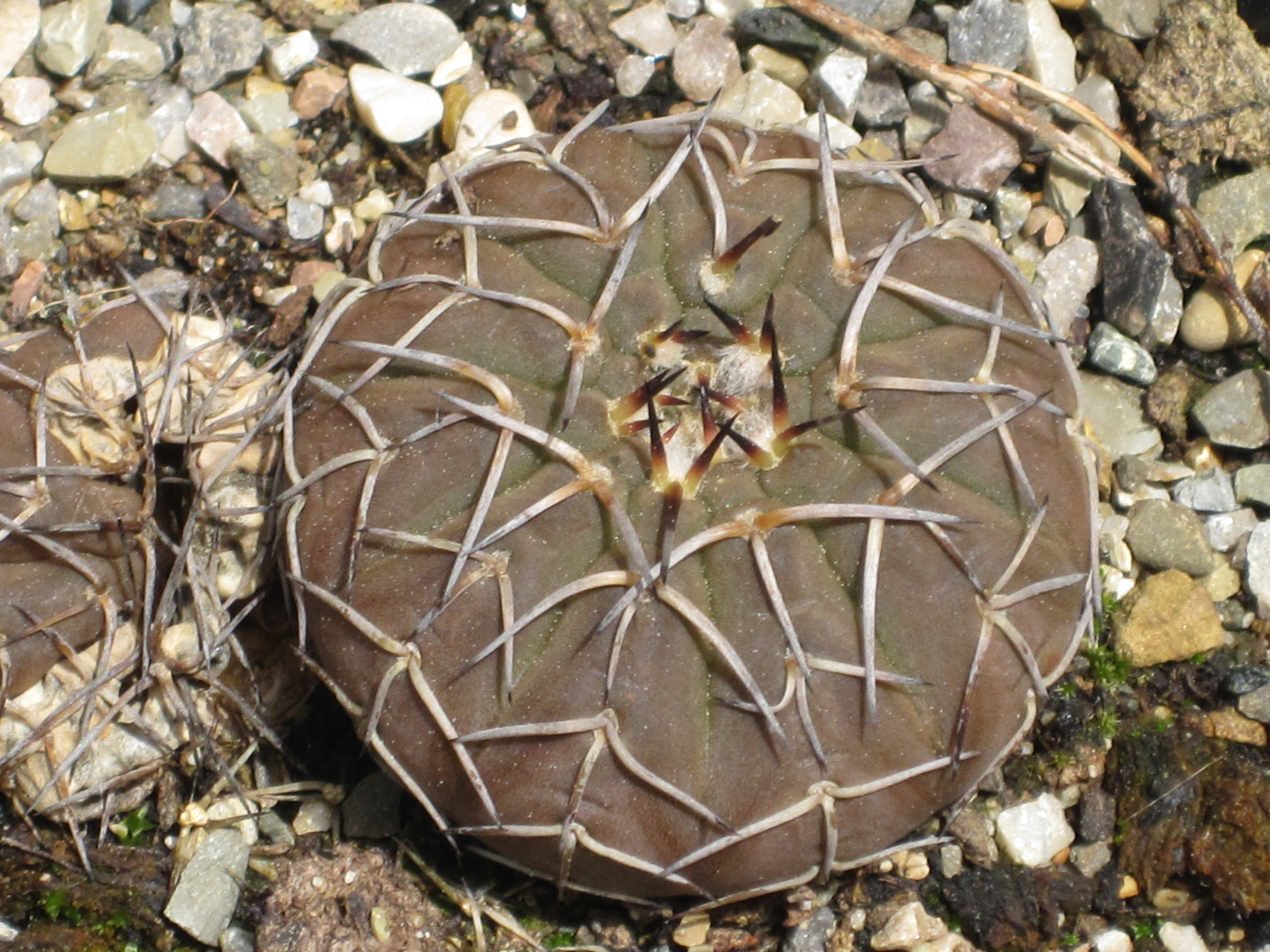
Gymnocalycium stellatum
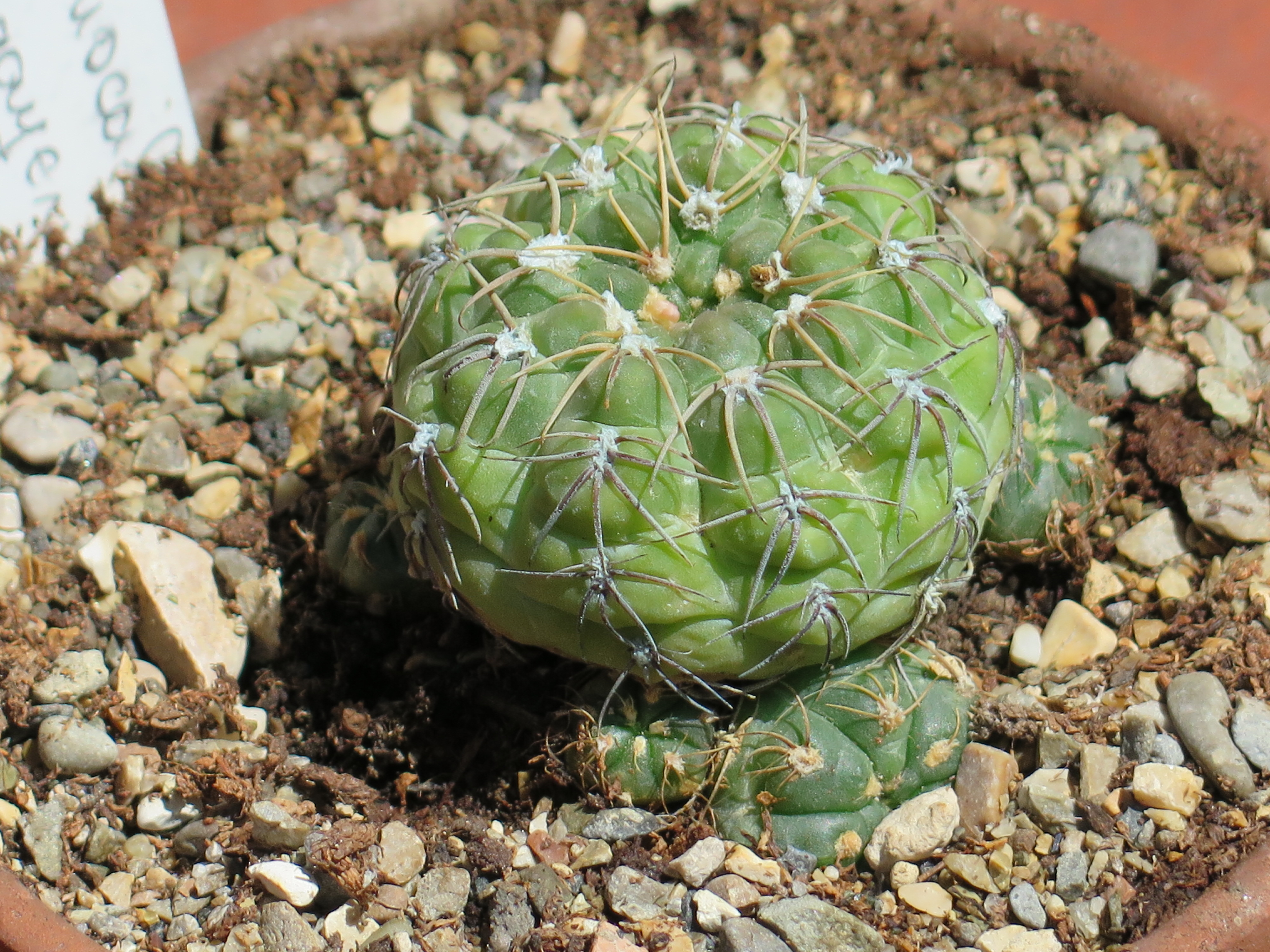
Gymnocalycium uruguayense
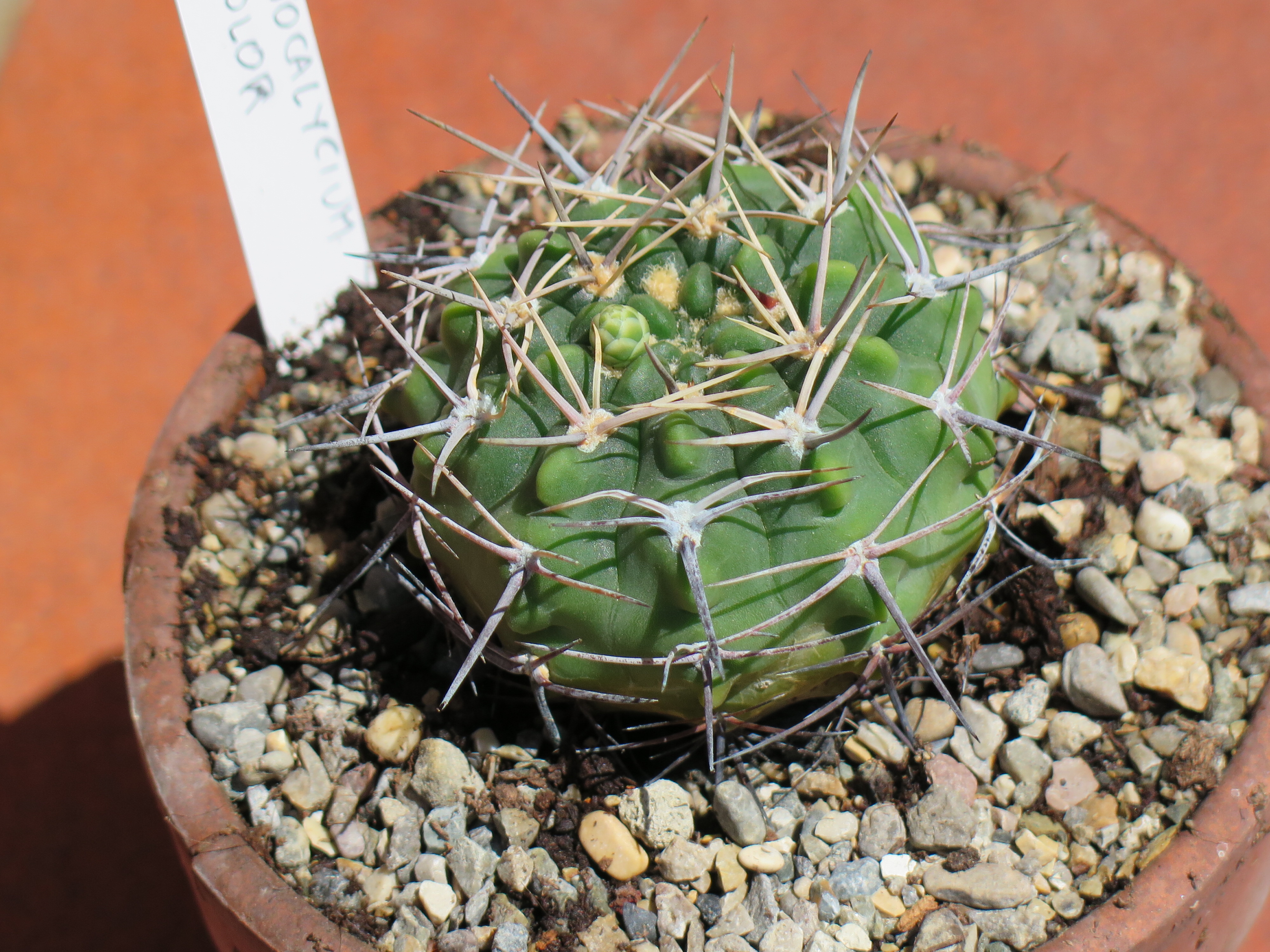
Gymnocalycium valnicekianum